# Lijst van voetbalinterlands Burundi - Nigeria (vrouwen)
Deze lijst van voetbalinterlands is een overzicht van alle officiële voetbalinterlands tussen de nationale vrouwenteams van Burundi en Nigeria. De landen hebben tot nu toe één keer tegen elkaar gespeeld. 

## Wedstrijden
| № | Plaats | Datum        | Competitie                   | Wedstrijd         | Uitslag |
| - | ------ | ------------ | ---------------------------- | ----------------- | ------- |
| 1 | Rabat  | 10 juli 2022 | Afrikaans kampioenschap 2022 | Nigeria − Burundi | 4 − 0   |

## Samenvatting
| Competitie              | Totaal gespeeld | Winst Burundi | Gelijk | Winst Nigeria | Doelsaldo Burundi – Nigeria |
| ----------------------- | --------------- | ------------- | ------ | ------------- | --------------------------- |
| Afrikaans kampioenschap | 1               | 0             | 0      | 1             | 0 − 4                       |
| Totaal                  | 1               | 0             | 0      | 1             | 0 − 4                       |